# American curl
Vous lisez un « article de qualité » labellisé en 2014.
L'american curl est une race de chats originaire des États-Unis. L'élevage commence dans les années 1980, à partir d'une chatte noire aux oreilles naturellement recourbées vers l'arrière, nommée Shulamith, recueillie par un couple de Californiens. Le programme d'élevage est basé sur des croisements avec des chats issus de Shulamith, aux oreilles recourbées, et des chats de gouttière. La race est reconnue par les deux principales fédérations américaines, The International Cat Association (TICA) et la Cat Fanciers' Association (CFA), respectivement en 1985 et 1991. La Fédération internationale féline (FIFé) reconnaît l'american curl en 2002. La race est cependant considérée comme rare.
L'american curl est un chat de taille moyenne, dont le corps s'inscrit dans un rectangle. La tête est décrite dans les standards comme triangulaire et aux contours arrondis. Les yeux sont en forme de noix. Les oreilles sont caractéristiques de la race : elles forment un arc de 90° à 180° vers l'arrière de la tête. Elles sont de préférence en « forme de croissant de lune ». Toutes les robes sont acceptées, à poil mi-long et court.
Considérée comme une race exempte de maladie génétique du fait de sa forte diversité génétique, l'american curl demande un brossage hebdomadaire ou journalier selon la longueur du poil et un nettoyage régulier des oreilles. La race est souvent décrite comme joueuse, amicale, intelligente et malicieuse. L'élevage sélectif s'axe sur la qualité de la courbure des oreilles et le maintien du type morphologique.

## Étymologie
« American curl » signifie « américain bouclé », ce qui fait référence à l'origine de la race (les États-Unis) et à la forme typique des oreilles.

## Historique

### Shulamith, élément fondateur
Le premier spécimen est une chatte à robe noire à poil long et aux yeux jaunes appelée « Shulamith ». Cette jeune femelle possède naturellement des oreilles courbées vers l'arrière. Elle est recueillie à Lakewood, durant l'été 1981 par un couple de Californiens, Grace et Joe Ruga. Une autre femelle, probablement de la même portée, noire et blanche, est également adoptée par les Ruga : prénommée Panda, elle disparait deux semaines après l'adoption. Lorsque le 12 décembre 1981 Shulamith met bas une portée de quatre chatons dont deux ont les oreilles recourbées, elle attire particulièrement l'attention du couple Ruga. Le caractère héréditaire de la courbure des oreilles leur donne en effet la possibilité d'utiliser leurs chats comme fondateurs d'une nouvelle race.
À la suite de la publication d'un article sur le scottish fold dans un journal local, le couple Ruga contacte Jean Grimm, juge dans les expositions félines de la Cat Fanciers' Association (CFA). Bien qu'elle soit hésitante à la création d'une nouvelle race, elle reconnaît que Shulamith et ses chatons sont une nouveauté dans le monde félin. L'aide et les connaissances apportées par Jean Grimm permettent un premier pas vers la reconnaissance de la race.

### Le développement de la race

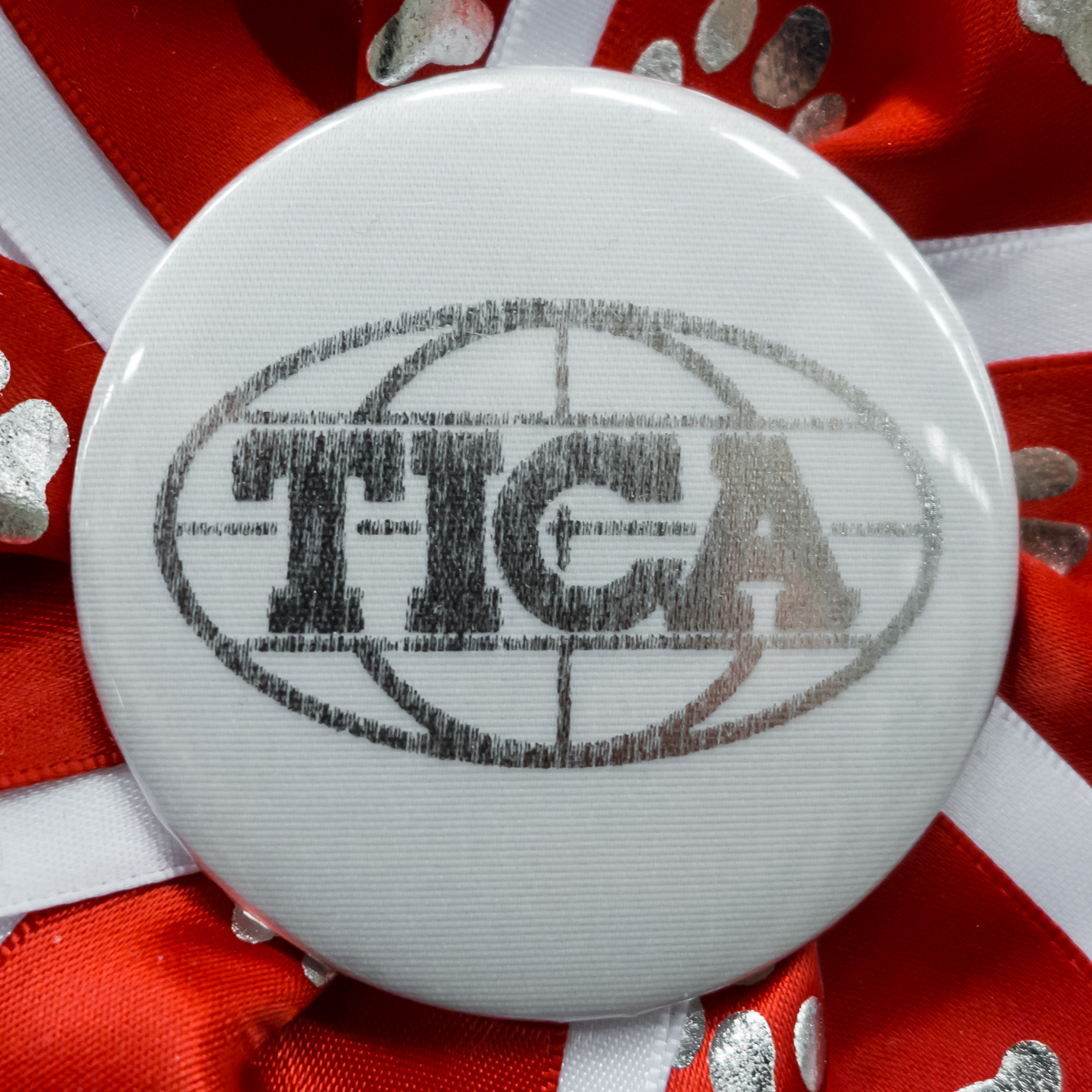
La TICA est la première fédération à reconnaître l'american curl.

Le 23 octobre 1983, Shulamith et ses chatons sont présentés par Nancy Kestrel, une amie du couple, dans une exposition féline à Palm Springs, où ils rencontrent un vif succès. Le standard est écrit par rapport aux caractéristiques physiques de Shulamith, et reprend la structure des standards de l'abyssin, du mau égyptien et de l'ocicat. Afin de respecter l'origine de chat de gouttière de Shulamith, seuls les chats de maison ressemblant au standard de l'american curl sont utilisés pour les croisements. Cette décision a permis de donner une grande diversité génétique à la race. Le premier croisement entre deux american curls a lieu en janvier 1984 et, en mars 1984, la femelle noire et blanche Playit By Ear devient le premier sujet homozygote.
En 1985, The International Cat Association (TICA) est la première fédération à reconnaître la race. Elle est acceptée de manière provisoire par la CFA en 1986 et en 1991, cette fédération reconnaît à son tour l'american curl. Bien que la fondatrice de la race ait les poils longs, des chatons à poil court sont apparus dès la première portée. L'american curl est donc la première race reconnue par la CFA pour deux longueurs de poils. La race est par la suite reconnue en 2002 par la Fédération internationale féline (FIFé).

### Une race rare des années 1990 à 2010
La forme particulière de l'oreille, qui ne semble être ni un désavantage, ni une source de douleur pour le chat, est parfois vue comme une malformation artificiellement maintenue par les éleveurs. La race est ainsi diversement appréciée dans le monde de l'élevage. Elle est considérée comme rare, notamment parce que tous les chatons ne naissent pas avec les oreilles recourbées.
En 1993, Desmond Morris estime qu'il existe dans le monde moins de 1 000 sujets. En 1995, 223 naissances sont enregistrées par la CFA, une augmentation de 23 % par rapport à l'année précédente. L'american curl est alors propulsé à la 25e place (sur 37) du classement des races les plus populaires établi par la CFA. En 2014, il figure à la 27e place (sur 43) de ce même classement.
Dans les années 1990, Christiane Sacase répertorie en France trois élevages principaux. Entre 2009 et 2013 en France, l'american curl à poil long totalise 114 inscriptions au Livre officiel des origines félines (LOOF). 63 sujets à poil court sont enregistrés entre 2003 et 2008, puis plus aucune inscription n'est comptabilisée. Les deux variétés ne représentent que 0,08 % des pedigrees édités par le LOOF.
En 2014, l'american curl n'est pas reconnu par la principale fédération britannique, le Governing Council of the Cat Fancy (GCCF).

## Standard

### Notation

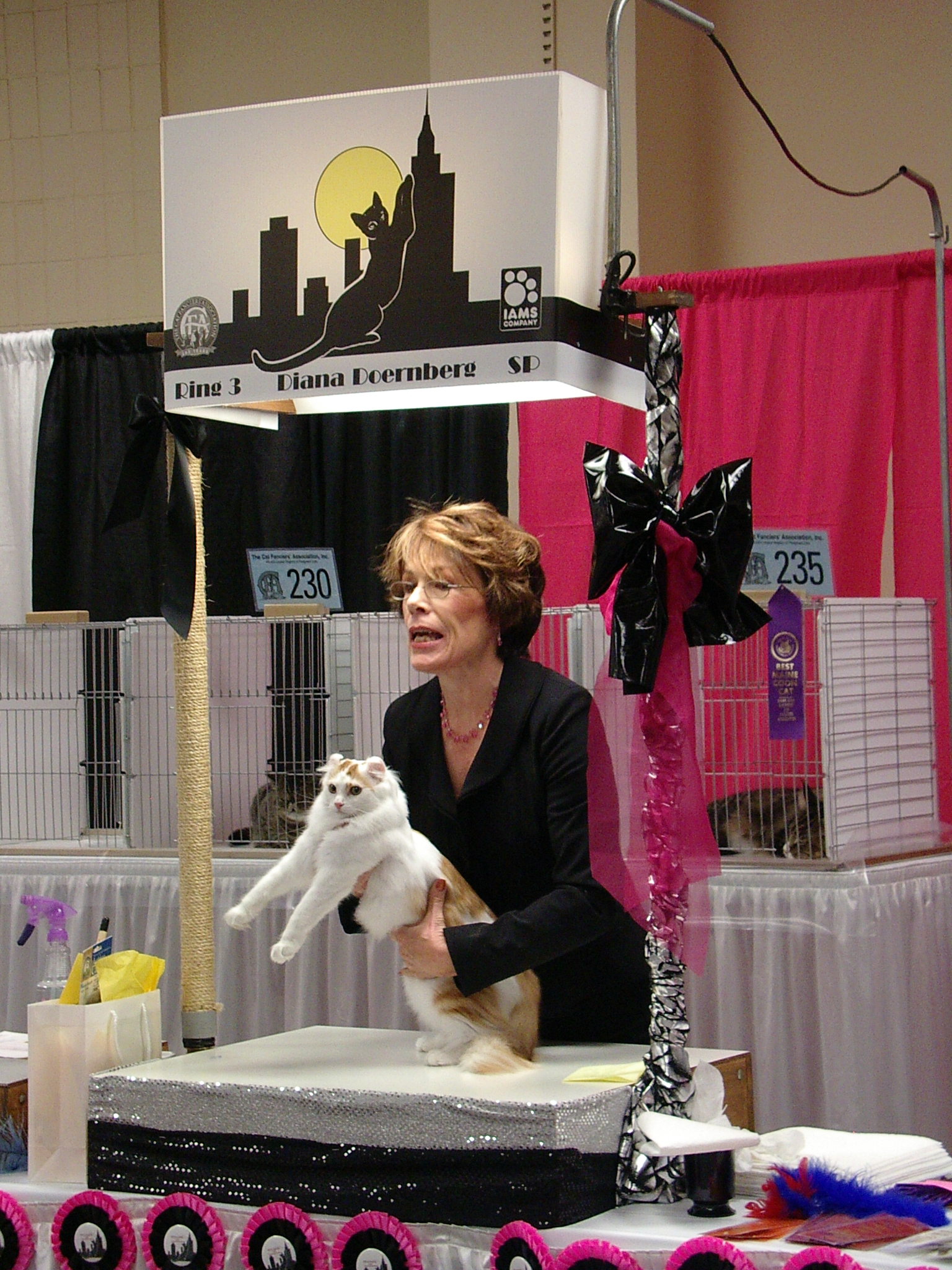
Un american curl à poil long jugé en exposition féline CFA au Madison Square Garden en 2006.

Les différents standards des associations félines sont globalement très proches pour décrire l'« american curl idéal ». L'échelle des points est différente selon les fédérations, mais toutes privilégient la qualité des oreilles, qui représentent 20 à 30 % de la note. La « condition » est un critère prenant en compte l'aspect général du chat et son tempérament.
Le code FIFé pour l'american curl est ACL pour la version à poil long et ACS pour la version à poil court. Deux codes EMS spécifiques à la race sont utilisés : le numéro 71 pour les sujets à oreilles droites et le numéro 72 pour les sujets à oreilles courbées,. Le code TICA pour l'american curl est AL pour la version à poil long et AC pour la version à poil court,.
| Fédération | Tête | Oreilles | Yeux    | Corps | Robe et couleur | Condition |
| ---------- | ---- | -------- | ------- | ----- | --------------- | --------- |
| CFA        | 20   | 30       | 10      | 25    | 15              | 0         |
| FIFé       | 20   | 30       | 5       | 25    | 15              | 5         |
| LOOF       | 15   | 30       | 10      | 30    | 15              | 0         |
| TICA       | 40   | 40       | 40      | 30    | 20              | 10        |
| WCF        | 25   | 30       | [ A 2 ] | 25    | 15              | 5         |

1. ↑  La TICA, contrairement aux autres fédérations mentionnées dans ce tableau, considère les critères pour les oreilles et yeux comme étant des sous-parties du critère principal « Tête ». Sur un ensemble de 40 points, 20 points sont dédiés aux oreilles et 5 points sont dédiés aux yeux.
2. ↑  Compris dans tête.

### Corps

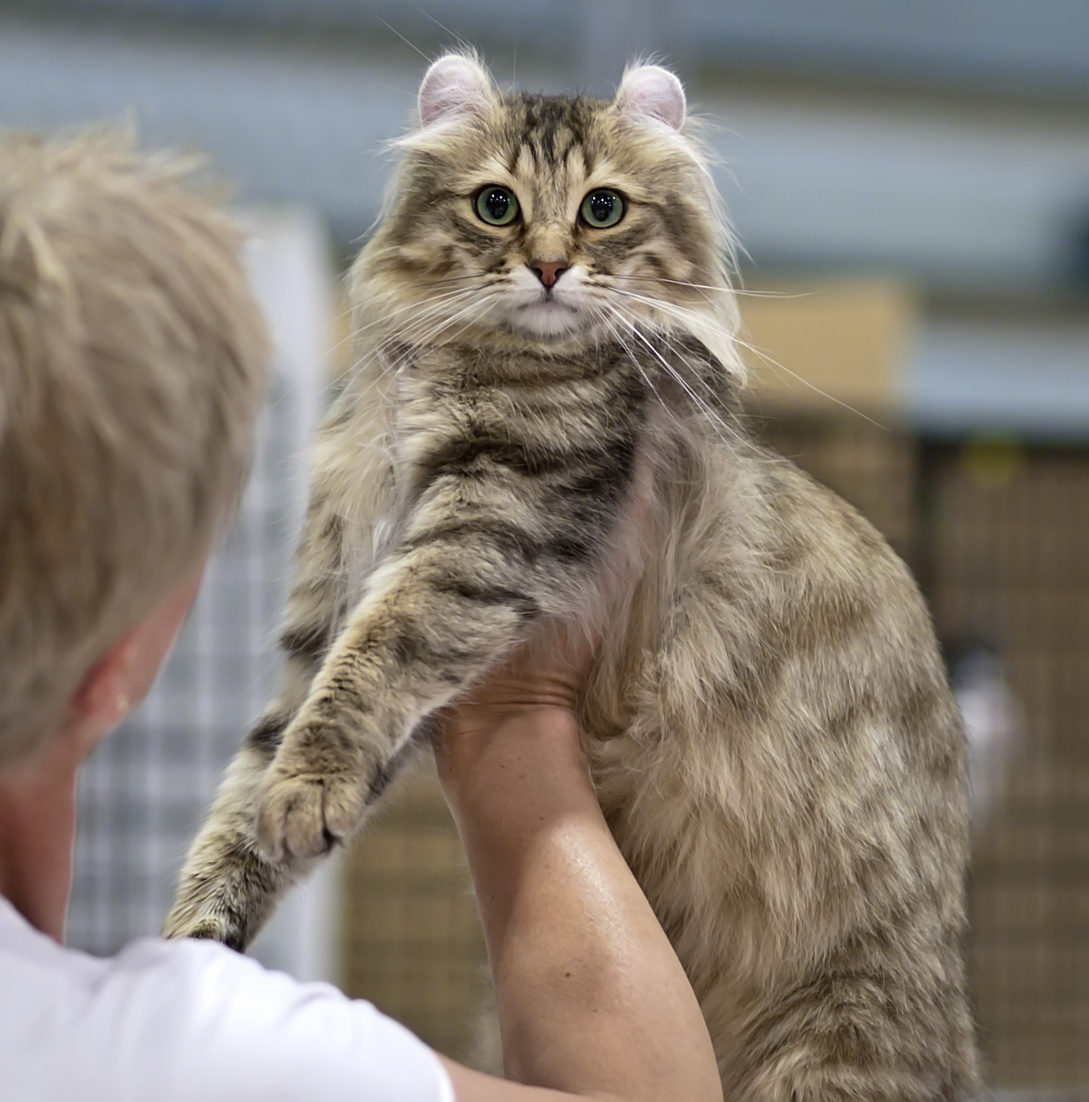
L'american curl présente une morphologie équilibrée. Mâle Grand champion international (GIC) à l'exposition féline FIFé de Jämsä en 2010.

De type médioligne semi-foreign, le corps, de taille moyenne, s'inscrit dans un rectangle. La longueur du corps est égale à une fois et demi la hauteur au garrot. Les mâles sont souvent plus grands que les femelles. Un sujet trop grand ou trop ramassé sera pénalisé en exposition. L’encolure est mince et assez longue, le cou gracieux. La musculature est longue et tonique tandis que l'ossature est équilibrée, c'est-à-dire ni trop lourde ni trop fine. De longueur moyenne, les pattes sont bien parallèles entre elles, d'ossature moyenne. Les pieds de taille moyenne sont de forme ronde. Épaisse à la base, la queue est aussi longue que le corps et s'effile vers l’extrémité.

### Tête

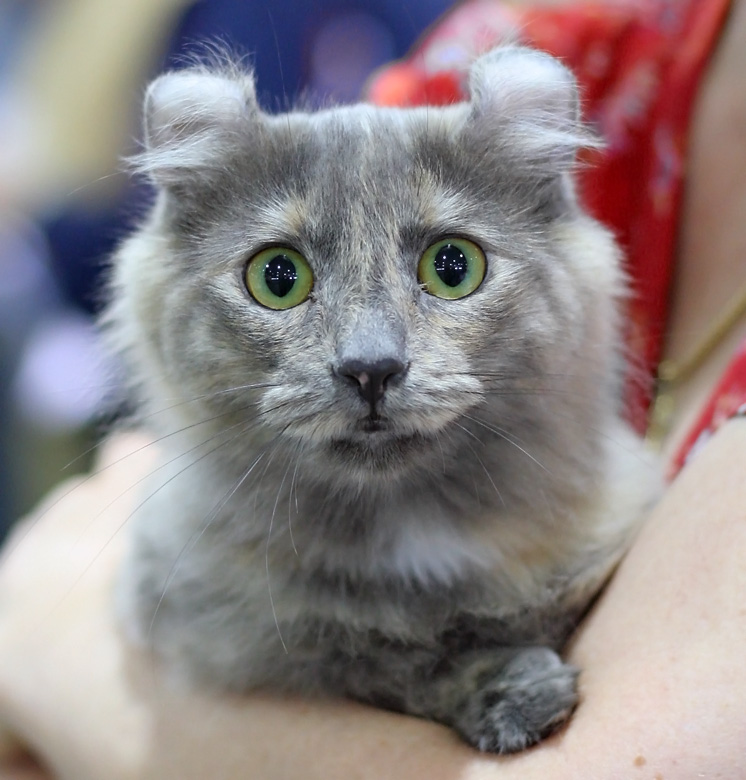
La forme de la tête est triangulaire, avec des yeux en forme de noix. Sujet écaille de tortue bleue, présenté en exposition féline FIFé à Hyvinkää en 2007.

La tête, de taille moyenne, est triangulaire, légèrement plus longue que large et sans face plane. Vue de profil, elle forme des courbes douces du crâne jusqu’au nez, plutôt droit. Le museau, aux contours arrondis, est dans le prolongement du triangle de la tête, sans stop. Le menton est ferme, aligné avec la lèvre supérieure.
En proportion avec la tête, les yeux sont modérément grands, espacés l'un de l'autre de la largeur d'un œil environ. En forme de noix, la ligne supérieure de l’œil est de forme ovale et la ligne inférieure est ronde. Toutes les couleurs uniformes sont acceptées ; la préférence va au sujet présentant des tons brillants et vifs.

### Oreilles

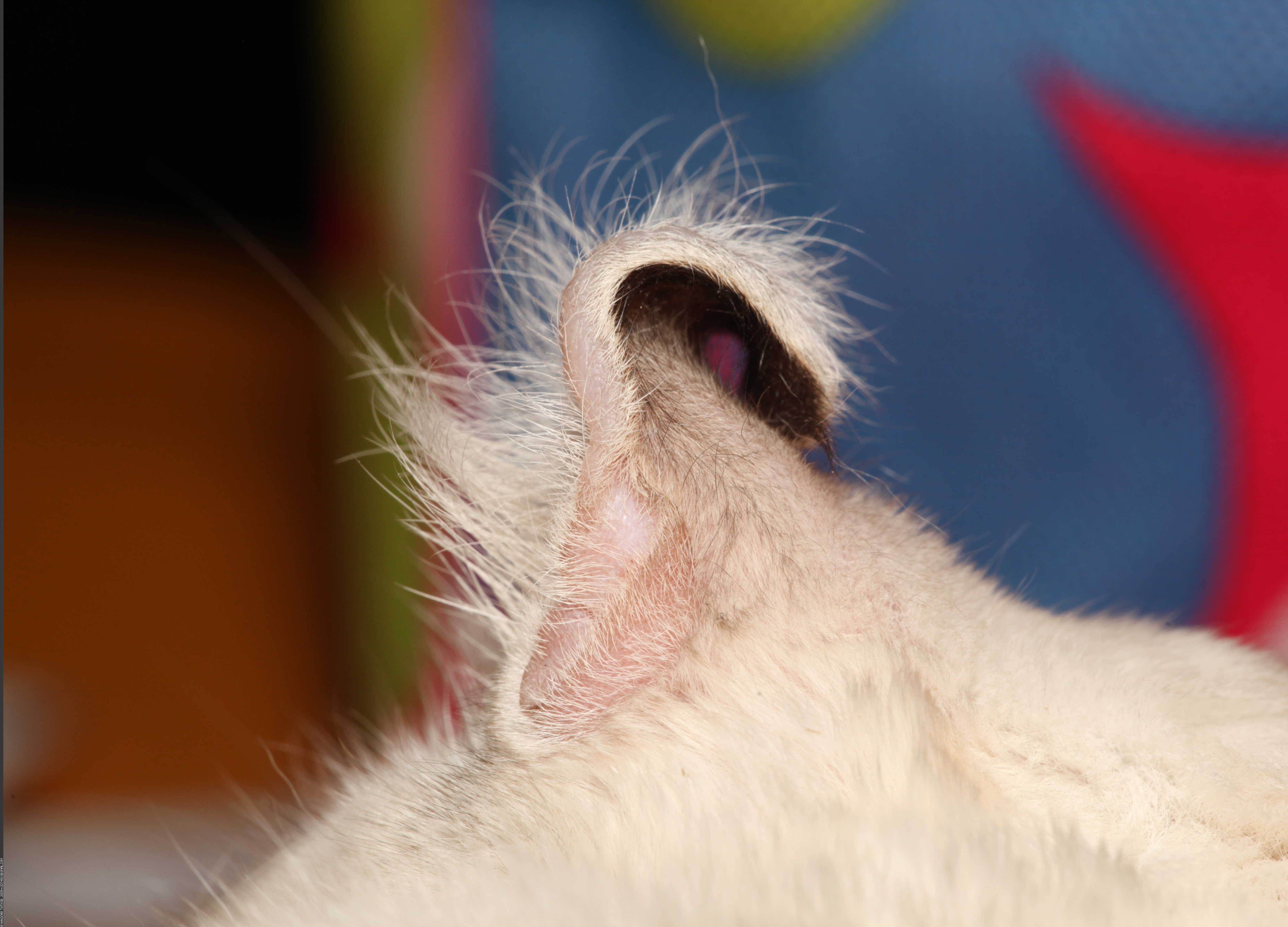
L'extrémité ne doit pas être repliée jusqu'au dos de l'oreille, comme c'est le cas ici.

Les oreilles, décrites comme formant des croissants de lune, sont caractéristiques de la race. Elles forment un arc de 90° minimum et de 180° maximum vers l’arrière. La pointe de l’oreille ne doit jamais toucher le crâne, ni le dos de l’oreille. La courbure doit être symétrique aux deux oreilles : lorsque le chat est attentif, les lignes qui prolongent la courbure des oreilles se rejoignent au centre de la base du crâne. Un cartilage rigide est présent sur au moins un tiers de la longueur. L’extrémité est flexible et arrondie. Un chat présentant un cartilage mou, ou au contraire l'extrémité des oreilles calcifiée, sera refusé en exposition.
L'intérieur est ouvert et contient de préférence un plumet de poils. Une oreille totalement refermée est interdite. Larges à la base et modérément grandes, elles sont placées à mi-distance entre le sommet et les côtés de la tête, espacées d’environ la largeur d’une oreille. En exposition, un sujet présentant des oreilles placées trop bas ou pincées, ou encore dont le cartilage est ondulé, s'expose à des pénalités.

### Robe
Toutes les robes à poil court ou à poil long sont acceptées, de même que tous les patrons et couleurs. Les sujets à poils courts doivent présenter une fourrure uniformément courte, soyeuse, bien couchée sur le corps, avec peu de sous-poil. La queue présente la même longueur de poil que le reste du corps.
Les sujets à poil long ont une fourrure fine, soyeuse et bien couchée sur le corps. Le sous-poil n'est pas très abondant. La queue est en forme de plume, assez bien fournie. Dans tous les cas, une robe rêche ou laineuse, un abondant sous-poil ou la présence d'une épaisse collerette sont pénalisés en exposition.

Les standards admettent une grande variété de robes.
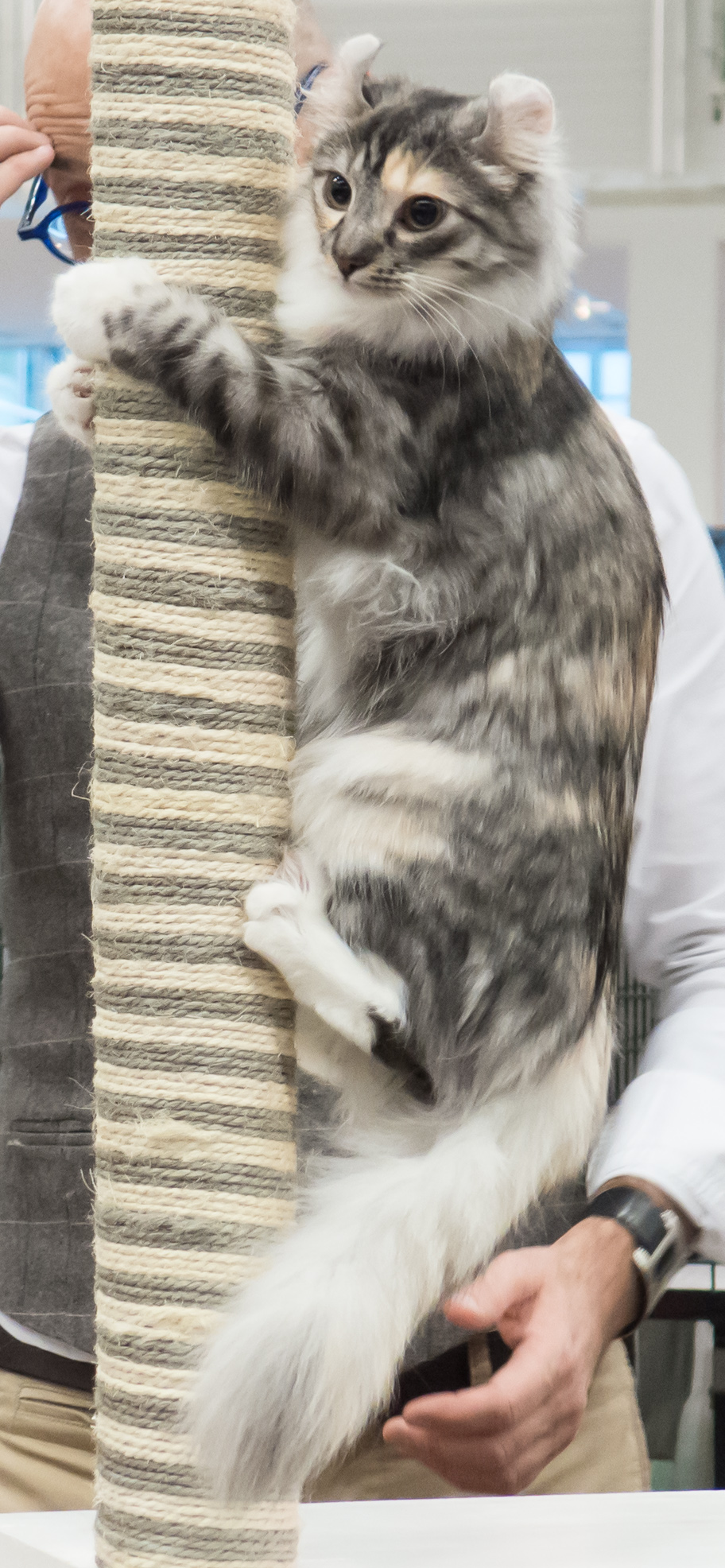
Jeune femelle à poil long, écaille de tortue noire silver blotched tabby et blanc.
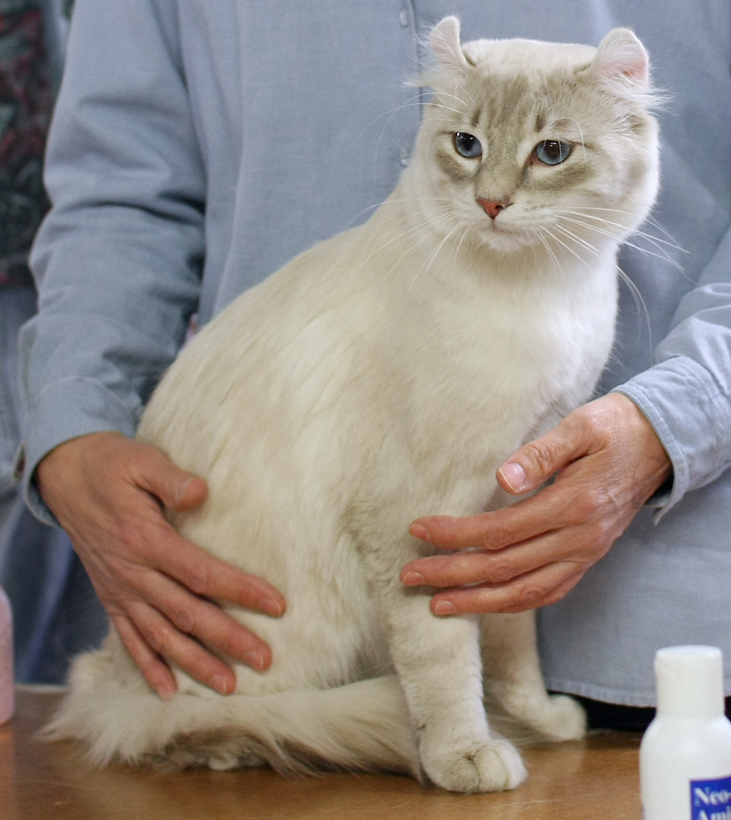
Mâle à poil long, colourpoint bleu tabby.
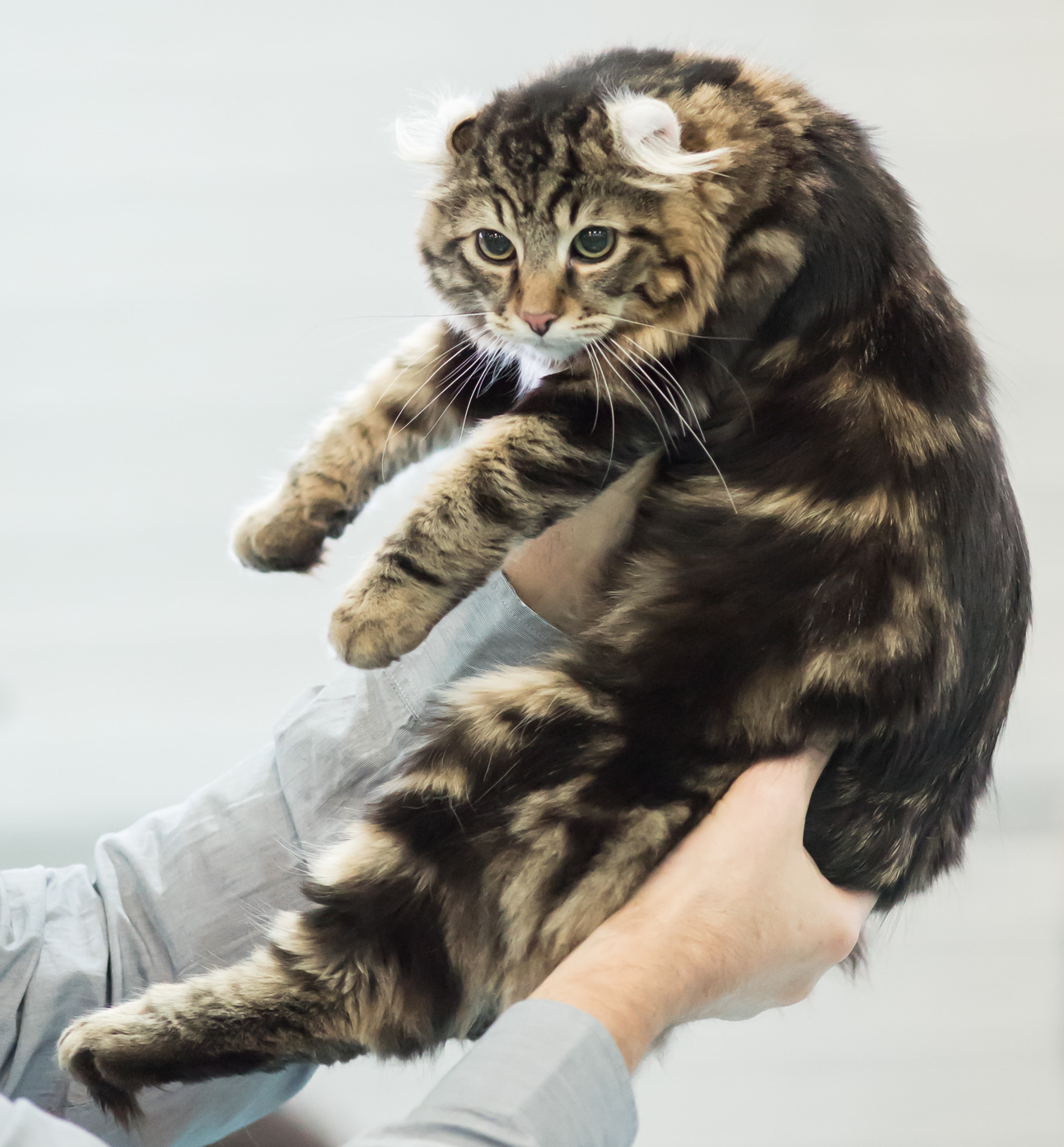
Jeune mâle brown blotched tabby.
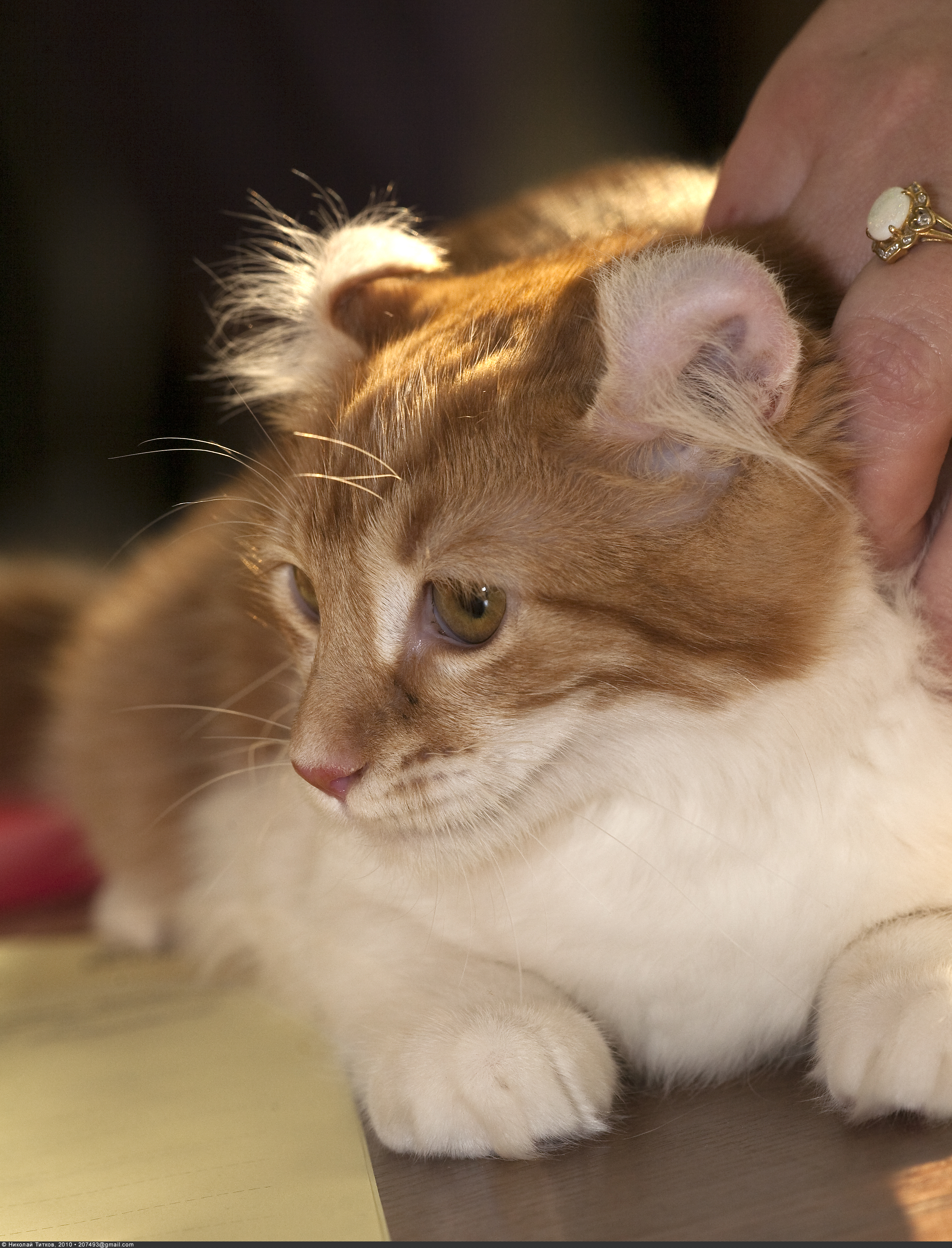
Femelle roux et blanc.

### Mariages autorisés

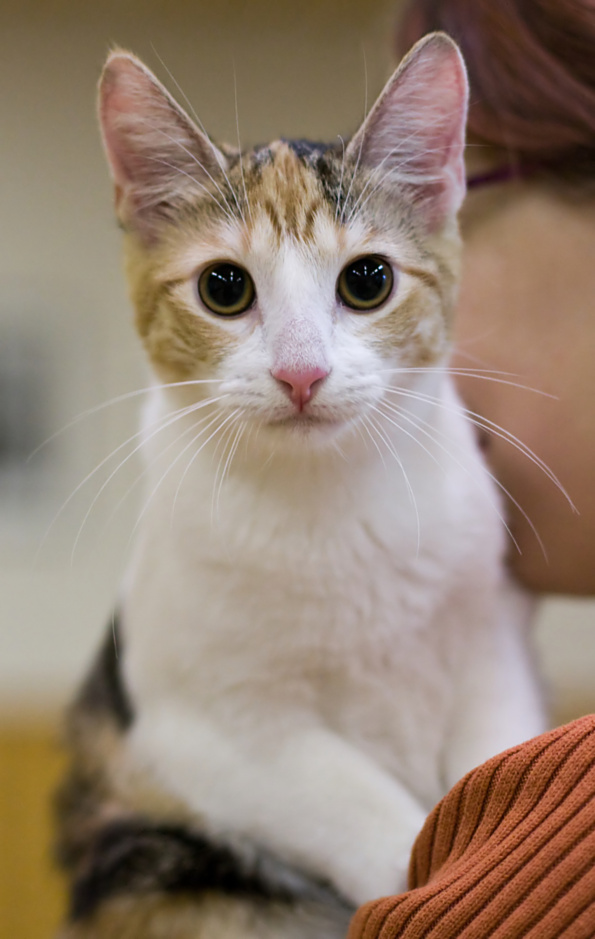
Un sujet à oreilles droites.

Le LOOF et la FIFé n'autorisent que les croisements entre sujets american curl. Les sujets aux oreilles droites sont enregistrés et considérés comme des auxiliaires d'élevage ; ils ne peuvent participer aux expositions,.
La CFA autorise les mariages avec des chats de gouttière à poil long ou court pour les portées nées jusqu'au 1er janvier 2015 ; la TICA ne propose pas de date butoir, mais précise que les croisements avec des chats de race autre qu'american curl sont interdits.

## Caractère

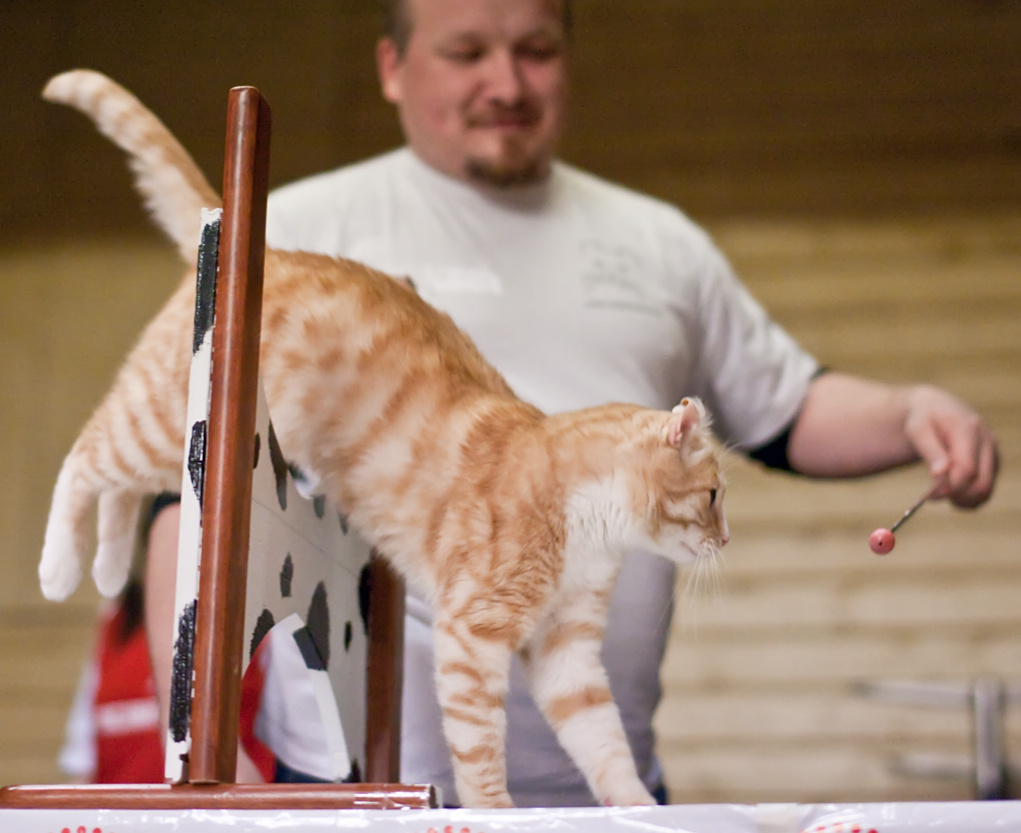
Un american curl à poil court réalise un parcours d'agility féline.

Les traits de caractère ne sont pas décrits dans les standards, ils restent parfaitement individuels et sont fonction de l'histoire de chaque chat. Les promoteurs de la race considèrent que l'american curl « agit comme un chaton toute sa vie ». Le Dr Bruce Fogle décrit l'american curl comme un chat joueur, curieux et sociable, ce qu'il attribue à l'origine orientale de la race. Christiane Sacase décrit l'american curl comme discret, silencieux, sociable avec les autres animaux, joueur et équilibré. Desmond Morris relève les termes suivants pour qualifier le caractère de la race : malin, curieux, placide, joueur, vif, capricieux, amical, affectueux, intelligent et chapardeur.

## Élevage

### Acquisition

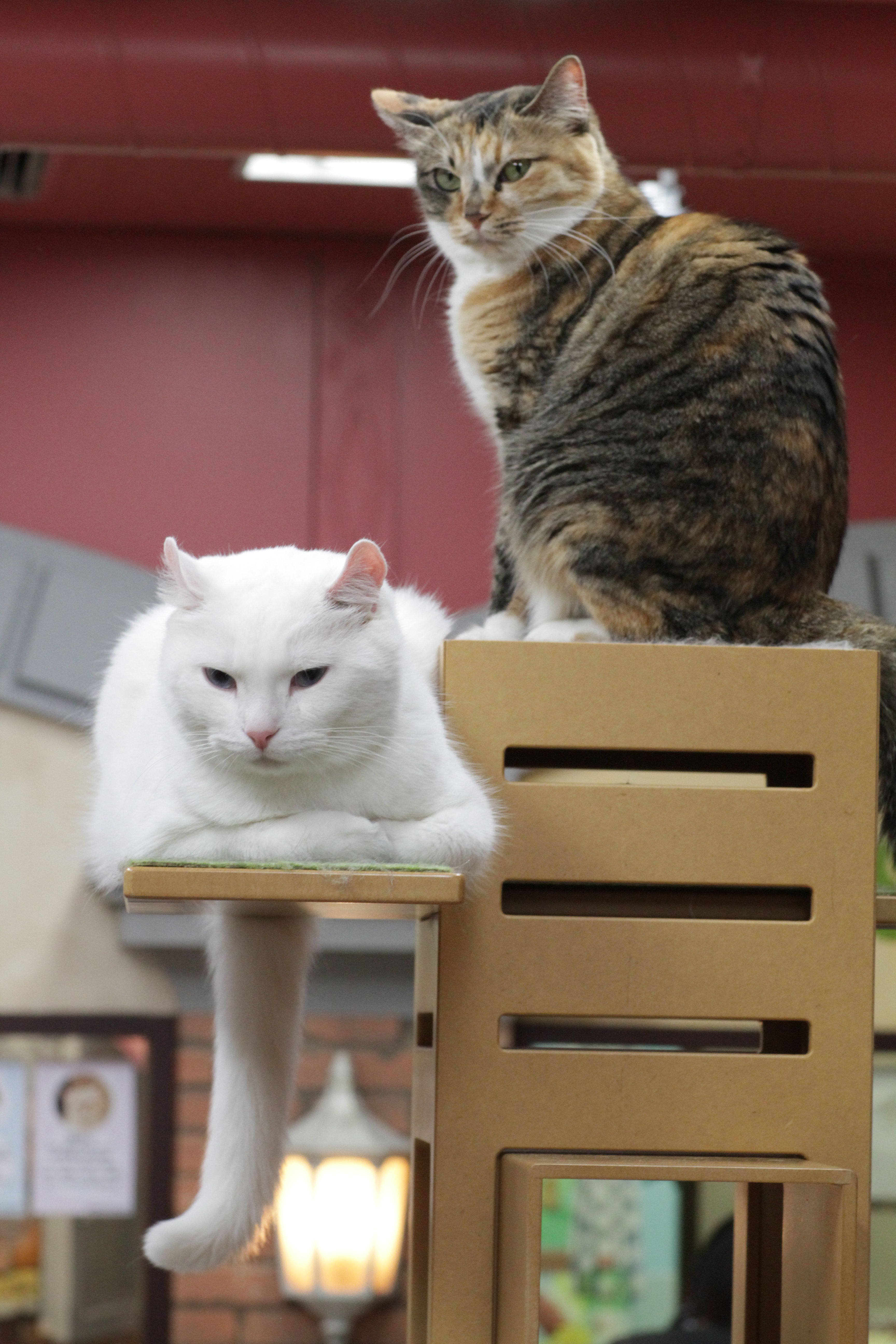
Du fait de sa faible courbure d'oreilles, cet american curl blanc a été sans doute vendu comme chat de compagnie pour ce bar à chats de Tokyo.

Le prix d'un american curl varie fortement selon les qualités esthétiques de l'individu, et notamment en fonction de la forme des oreilles. En 2011, les prix observés en France pour un chaton destiné à la compagnie (c'est-à-dire qui ne servira pas de reproducteur et ne sera pas présenté en concours) varient de 750  à   1 200 euros. Aux États-Unis, un chaton de compagnie est vendu entre 600 et 800 dollars en 2007.

### Santé et entretien
L'american curl est considéré comme une race de santé robuste à la reproduction facile. La grande diversité génétique de la race lui permet d'être exempte de maladie génétique. La maturité est atteinte entre deux et trois ans.
L'entretien de sa fourrure est considéré comme facile en raison de la faible abondance du sous-poil, un brossage hebdomadaire est suffisant. Pour la variété à poil mi-long, il est conseillé de démêler la fourrure tous les jours avec un peigne en fer et à la brosse, notamment en période de mue. Selon Christiane Sacase, il serait assez exigeant et demanderait un bac à litière renouvelé fréquemment.
Les oreilles doivent être surveillées et nettoyées avec une lingette imprégnée de lotion, il est déconseillé d'utiliser des cotons-tiges.
L'espérance de vie de l'American Curl est de 12 à 16 ans.

### Génétique
En 1983, Roy Robinson analyse 81 portées d'american curl (383 chatons) et arrive à la conclusion que l'oreille recourbée est causée par un allèle à transmission autosomique dominante. Dans une publication du Journal of Heredity en décembre 1989, Roy Robinson conclut que la présence du gène n'a aucune conséquence sur la santé du chat,.

### Sélection

#### Oreilles

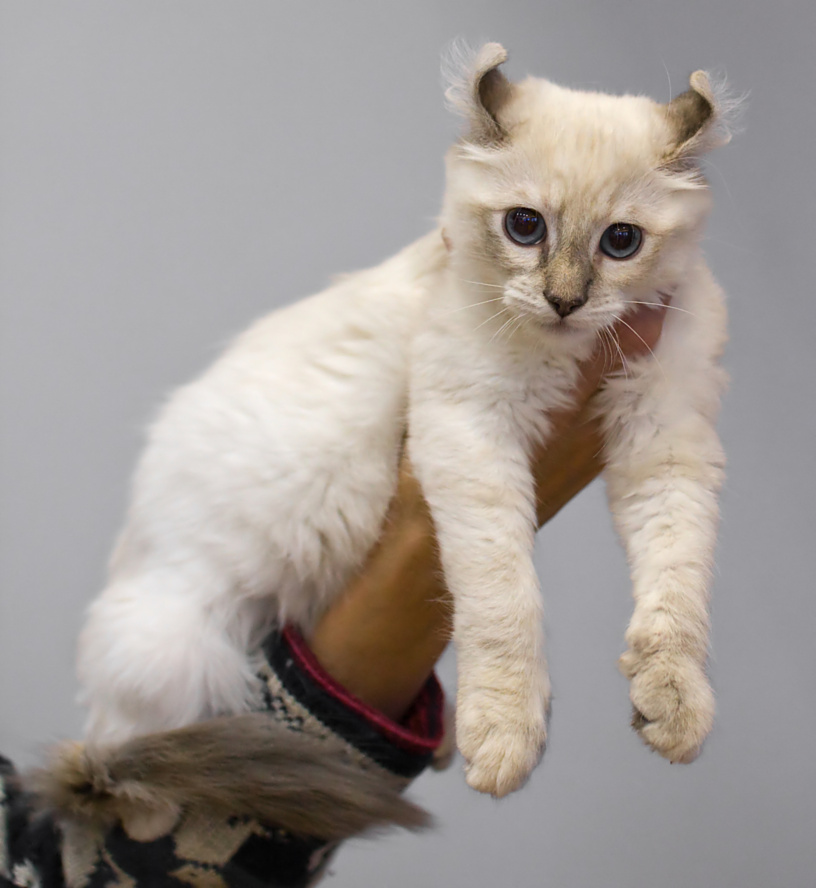
La courbure de l'oreille se stabilise vers quatre mois.

Les chatons naissent avec des oreilles droites. Le cartilage commence à s'assécher et à durcir à l'âge de un à trois jours, puis se détend progressivement. Au contraire des autres chats, l'american curl présente donc des oreilles fermes au toucher. L'oreille ne se stabilise que vers quatre mois. La courbure finale est impossible à évaluer à la naissance et cela fait partie des difficultés de l'élevage.
Il est reconnu trois degrés d'inclinaison des oreilles. Le premier degré présente une courbure très peu marquée : les sujets de premier degré sont généralement vendus comme animaux de compagnie. Le deuxième degré est plus courbé, presque en angle droit : les chats utilisés pour l'élevage sont de deuxième degré. Le troisième degré, le plus apprécié, est décrit comme en forme de « croissant de lune »,, c'est typiquement le cas pour les chats d'exposition.
Outre le degré d'inclinaison des oreilles, la longueur de l'oreille constitue l'une des questions récurrentes de l'élevage durant les années 1990 : selon Karen O'Brien, le standard stipule une dimension d'oreille en adéquation avec le reste du corps, équilibrée avec les proportions générales de l'american curl.

#### Maintien du type morphologique
Le travail de sélection, outre le maintien évident de la courbure des oreilles, s'axe sur l'obtention d'un type médioligne semi-étranger. De nombreuses couleurs de robe se sont par ailleurs développées. Dans les années 1990, la race est encore assez hétérogène, du fait de l'utilisation régulière de chats de gouttière pour son développement, mais également en raison de l'éloignement géographique des différents élevages. La fermeture du standard aux croisements devrait arriver dans les années 2010.

## Culture
Un american curl apparaît dans le film Le Nouvel Espion aux pattes de velours.